# Europarlamentari della Francia della II legislatura
Gli europarlamentari della Francia della II legislatura, eletti in occasione delle elezioni europee del 1984, furono i seguenti.

## Composizione storica
| Europarlamentare                                   | Lista                                                             | Gruppo |
| -------------------------------------------------- | ----------------------------------------------------------------- | ------ |
| Jean-Pierre Abelin                                 | Unione dell'Opposizione (Unione per la Democrazia Francese)       | PPE    |
| Magdeleine Anglade                                 | Unione dell'Opposizione (Raggruppamento per la Repubblica - CNIP) | ADE    |
| Bernard Antony                                     | Fronte Nazionale                                                  | GDE    |
| Jean-Paul Bachy                                    | Partito Socialista                                                | SOC    |
| Dominique Baudis                                   | Unione dell'Opposizione (Unione per la Democrazia Francese)       | PPE    |
| Denis Baudouin                                     | Unione dell'Opposizione (Raggruppamento per la Repubblica)        | ADE    |
| Pierre Bernard-Reymond                             | Unione dell'Opposizione (Unione per la Democrazia Francese - CDS) | PPE    |
| Jean Besse                                         | Partito Socialista                                                | SOC    |
| Gisèle Bochenek-Forray                             | Partito Socialista                                                | SOC    |
| Alain Bombard                                      | Partito Socialista                                                | SOC    |
| Michel De Camaret                                  | Fronte Nazionale                                                  | GDE    |
| Alain Carignon                                     | Unione dell'Opposizione (Raggruppamento per la Repubblica)        | ADE    |
| Dominique Chaboche                                 | Fronte Nazionale                                                  | GDE    |
| Robert Chambeiron                                  | Partito Comunista Francese                                        | COM    |
| Roger Chinaud                                      | Unione dell'Opposizione (Partito Repubblicano)                    | LD     |
| Nicole Chouraqui                                   | Unione dell'Opposizione (Raggruppamento per la Repubblica)        | ADE    |
| Michel Collinot                                    | Fronte Nazionale                                                  | GDE    |
| Alfred Coste-Floret                                | Unione dell'Opposizione (Raggruppamento per la Repubblica - DCF)  | ADE    |
| Jean-Pierre Cot                                    | Partito Socialista                                                | SOC    |
| Michel Debatisse                                   | Unione dell'Opposizione (Unione per la Democrazia Francese)       | PPE    |
| Danielle De March-Ronco (Danielle De March-Waller) | Partito Comunista Francese                                        | COM    |
| Jean-François Deniau                               | Unione dell'Opposizione (Unione per la Democrazia Francese)       | LD     |
| Georges H. Donnez                                  | Unione dell'Opposizione (Unione per la Democrazia Francese)       | LD     |
| Anne-Marie Dupuy                                   | Unione dell'Opposizione (Raggruppamento per la Repubblica)        | ADE    |
| Louis Eyraud                                       | Partito Socialista                                                | SOC    |
| Roger Fajardie                                     | Partito Socialista                                                | SOC    |
| André Fanton                                       | Unione dell'Opposizione (Raggruppamento per la Repubblica)        | ADE    |
| Léon Fatous                                        | Partito Socialista                                                | SOC    |
| Gaston Flosse                                      | Unione dell'Opposizione (Raggruppamento per la Repubblica)        | ADE    |
| Nicole Fontaine                                    | Unione dell'Opposizione (Unione per la Democrazia Francese)       | PPE    |
| Yvette M. Fuillet                                  | Partito Socialista                                                | SOC    |
| Colette Gadioux                                    | Partito Socialista                                                | SOC    |
| Yves A.R. Galland                                  | Unione dell'Opposizione (Partito Repubblicano)                    | LD     |
| Max Gallo                                          | Partito Socialista                                                | SOC    |
| Maxime François Gremetz                            | Partito Comunista Francese                                        | COM    |
| Guy Jean Guermeur                                  | Unione dell'Opposizione (Raggruppamento per la Repubblica)        | ADE    |
| Robert E.V. Hersant                                | Unione dell'Opposizione (Unione per la Democrazia Francese)       | PPE    |
| Jacqueline Hoffmann                                | Partito Comunista Francese                                        | COM    |
| Lionel Jospin                                      | Partito Socialista                                                | SOC    |
| Alain Juppé                                        | Unione dell'Opposizione (Raggruppamento per la Repubblica)        | ADE    |
| Jean A.F. Lecanuet                                 | Unione dell'Opposizione (Unione per la Democrazia Francese)       | PPE    |
| Jean-Marie Le Chevallier                           | Fronte Nazionale                                                  | GDE    |
| Olivier Lefèvre d'Ormesson                         | Fronte Nazionale                                                  | GDE    |
| Martine Lehideux                                   | Fronte Nazionale                                                  | GDE    |
| Jean-Marie Le Pen                                  | Fronte Nazionale                                                  | GDE    |
| Marie-Noëlle Lienemann                             | Partito Socialista                                                | SOC    |
| Gérard Longuet                                     | Unione dell'Opposizione (Partito Repubblicano)                    | LD     |
| Charles-Emile Loo                                  | Partito Socialista                                                | SOC    |
| Emmanuel P.M. Maffre-Baugé                         | Partito Comunista Francese                                        | COM    |
| Philippe Malaud                                    | Unione dell'Opposizione (Raggruppamento per la Repubblica - CNIP) | ADE    |
| Christian De La Malène                             | Unione dell'Opposizione (Raggruppamento per la Repubblica)        | ADE    |
| Jacques Mallet                                     | Unione dell'Opposizione (Unione per la Democrazia Francese)       | PPE    |
| Jean-François Mancel                               | Unione dell'Opposizione (Raggruppamento per la Repubblica)        | ADE    |
| Georges Marchais                                   | Partito Comunista Francese                                        | COM    |
| Simone M.M. Martin                                 | Unione dell'Opposizione (Partito Repubblicano)                    | LD     |
| Didier Motchane                                    | Partito Socialista                                                | SOC    |
| Jean Mouchel                                       | Unione dell'Opposizione (Raggruppamento per la Repubblica)        | ADE    |
| François Musso                                     | Unione dell'Opposizione (Raggruppamento per la Repubblica)        | ADE    |
| Jean-Thomas Nordmann                               | Unione dell'Opposizione (Unione per la Democrazia Francese - PR)  | LD     |
| Jean-Claude Pasty                                  | Unione dell'Opposizione (Raggruppamento per la Repubblica)        | ADE    |
| Nicole Péry                                        | Partito Socialista                                                | SOC    |
| Pierre Pflimlin                                    | Unione dell'Opposizione (Unione per la Democrazia Francese - CDS) | PPE    |
| René-Emile Piquet                                  | Partito Comunista Francese                                        | COM    |
| Michel C. Poniatowski                              | Unione dell'Opposizione (Unione per la Democrazia Francese)       | LD     |
| Bernard Pons                                       | Unione dell'Opposizione (Raggruppamento per la Repubblica)        | ADE    |
| Gustave A. Pordea                                  | Fronte Nazionale                                                  | GDE    |
| Pierre-Benjamin Pranchère                          | Partito Comunista Francese                                        | COM    |
| André Rossi                                        | Unione dell'Opposizione (Partito Repubblicano)                    | LD     |
| Jean-Pierre Roux                                   | Unione dell'Opposizione (Raggruppamento per la Repubblica)        | ADE    |
| Henri Saby                                         | Partito Socialista                                                | SOC    |
| Christiane Scrivener                               | Unione dell'Opposizione (Partito Repubblicano)                    | LD     |
| Jean-Pierre Stirbois                               | Fronte Nazionale                                                  | GDE    |
| Georges Sutra De Germa                             | Partito Socialista                                                | SOC    |
| Bernard Thareau                                    | Partito Socialista                                                | SOC    |
| Jacqueline Thome-Patenotre                         | Unione dell'Opposizione (Raggruppamento per la Repubblica - PR)   | ADE    |
| Marie-Claude Vayssade                              | Partito Socialista                                                | SOC    |
| Simone Veil                                        | Unione dell'Opposizione (Unione per la Democrazia Francese)       | LD     |
| Paul Vergès                                        | Partito Comunista Francese                                        | COM    |
| Jacques Vernier                                    | Unione dell'Opposizione (Raggruppamento per la Repubblica)        | ADE    |
| Claude Wolff                                       | Unione dell'Opposizione (Unione per la Democrazia Francese)       | LD     |
| Francis Wurtz                                      | Partito Comunista Francese                                        | COM    |

## Modifiche intervenute

### Unione dell'Opposizione
- In data 01.05.1985 a Bernard Pons subentra Alain Marleix.
- In data 20.03.1986 a Gaston Flosse subentra Pierre Lataillade (a seguito della rinuncia di Hervé de Charette, ministro nel governo Chirac III).
- In data 20.03.1986 a Alain Juppé subentra Jean-Marie Vanlerenberghe.
- In data 20.03.1986 a Alain Carignon subentra Roger Gauthier.
- In data 20.03.1986 a Gérard Longuet subentra Roland Blum.
- In data 02.04.1986 a Jean-François Deniau subentra Paulin-Christian Bruné.
- In data 06.09.1986 a André Rossi subentra Robert Delorozoy[1].
- In data 01.07.1986 a Paulin Bruné subentra Jean-Pierre Cassabel[1].
- In data 19.08.1986 a Yves Galland subentra André Fourçans[1].
- In data 05.12.1986 a Pierre Bernard-Reymond subentra Raymond Tourrain.
- In data 12.12.1986 a Jean-François Mancel subentra Charles E. Baur.
- In data 04.04.1987 a Roland Blum subentra Hubert Jean Buchou.
- In data 01.04.1987 a Jean-Pierre Roux subentra Roger Partrat.
- In data 09.09.1987 a Nicole Chouraqui subentra Gérard Benhamou (a seguito della rinuncia di Roland Vernaudon).
- In data 29.10.1987 a Jean-Pierre Cassabel subentra Christiane Papon.
- In data 01.07.1988 a Dominique Baudis subentra Stéphane Dermaux.
- In data 09.09.1988 a Roger Partrat subentra Georges de Brémond d'Ars (a seguito della rinuncia di Dominique Perben, eletto all'Assemblea nazionale).
- In data 10.10.1988 a Jean Lecanuet subentra Jean-Paul Hugot.
- In data 06.01.1989 a Anne-Marie Dupuy subentra Monique Badénes.
- In data 07.01.1989 a Christiane Scrivener subentra Robert Batailly (a seguito della rinuncia di Patrick Devedjian, eletto all'Assemblea nazionale).
- In data 12.04.1989 a Roger Chinaud subentra Jacqueline Grand.

### Partito Socialista
- In data 09.09.1987 a Roger Fajardie subentra Jean-Marie Alexandre.
- In data 16.05.1988 a Lionel Jospin subentra Jean E. Crusol.
- In data 01.07.1988 a Jean-Paul Bachy subentra Martine Buron.
- In data 21.07.1988 a Marie-Noëlle Lienemann subentra Louis Chopier.
- In data 24.05.1989 a Didier Motchane subentra Charles Wendeling.

### Fronte Nazionale
- In data 16.04.1986 a Dominique Chaboche subentra Roland Goguillot.
- In data 16.04.1986 a Jean-Pierre Stirbois subentra Gilbert Devèze.
- In data 01.07.1987 a Michel de Camaret subentra Roger Palmieri.

### Partito Comunista Francese
- In data 30.04.1986 a Jacqueline Hoffmann subentra Sylvie Mayer.
- In data 30.04.1986 a Maxime Gremetz subentra Louis Baillot.